# 김현수 (1973년 2월)
김현수(한국 한자: 金鉉洙, 1973년 2월 14일 ~ )는 대한민국의 전 축구 선수이자 현 축구 지도자로 현재 K리그2 천안 시티 FC의 코치로 재직 중이며 현역 시절 포지션은 수비수였다.

## 개요
안양중학교, 안양공업고등학교, 연세대학교를 졸업하였다. 비슷한 외모로 인하여 '거북이'라는 별명이 붙었다.

## 축구인 생활

### 선수 생활
1995년 전남 드래곤즈에서 데뷔하여, 1997년 K리그 준우승, 1997년 FA컵 우승에 공헌하였다. 1998년 상무에 입대해 1999년 군 복무를 마치고 전남 드래곤즈에 복귀하였다. 2003년 전북 현대 모터스로 이적하여, 팀의 FA컵 2회 우승 (2003년, 2005년), 2006년 AFC 챔피언스리그 우승 등에 공헌하였고, 2006년 K리그 최초로 팀을 FIFA 클럽 월드컵에 진출시키는 데 공헌하였다.
2008년 11월 9일 K리그 26라운드인 경남 FC와의 홈 경기 하프 타임에 은퇴식을 가져 공식적으로 은퇴하였고, 2008년 'K리그 대상' 시상식에서 공로상을 받았다. 이후 전북의 트레이너로 활동하였으나 2013년에 해임된 후 인천 유나이티드 FC로 자리를 옮겼다.

### 국가대표 생활
1994년 23세 이하 대표팀에 선발되어 대표 경력을 시작하였고, 1996년 하계 올림픽과 1998년 아시안 게임 대표팀에 선발되어 활약하였다. 1998년 11월 22일, 한중 정기전에서 중국과의 경기로 A매치 데뷔전을 치렀다.

## 클럽 통계
| 클럽     | 클럽             | 클럽     | 리그 | 리그 | 컵            | 컵            | 리그컵 | 리그컵            | 대륙   | 대륙   | 총계 | 총계 |
| 시즌     | 클럽             | 리그     | 출장 | 득점 | 출장          | 득점          | 출장   | 득점              | 출장   | 득점   | 출장 | 득점 |
| 대한민국 | 대한민국         | 대한민국 | 리그 | 리그 | 대한민국 FA컵 | 대한민국 FA컵 | 리그컵 | 리그컵            | 아시아 | 아시아 | 합계 | 합계 |
| -------- | ---------------- | -------- | ---- | ---- | ------------- | ------------- | ------ | ----------------- | ------ | ------ | ---- | ---- |
| 1995     | 전남 드래곤즈    | K-리그   | 20   | 1    | -             | -             | 6      | 0                 | -      | -      | 26   | 1    |
| 1996     | 전남 드래곤즈    | K-리그   | 15   | 0    |               |               | 5      | 0                 | -      | -      | 20   | 0    |
| 1997     | 전남 드래곤즈    | K-리그   | 14   | 0    |               |               | 16     | 0                 | -      | -      | 30   | 0    |
| 2000     | 전남 드래곤즈    | K-리그   | 7    | 0    |               |               | 1      | 0                 | -      | -      | 8    | 0    |
| 2001     | 전남 드래곤즈    | K-리그   | 9    | 0    |               |               | 8      | 0                 | -      | -      | 17   | 0    |
| 2002     | 전남 드래곤즈    | K-리그   | 22   | 1    |               |               | 8      | 0                 | -      | -      | 30   | 1    |
| 2003     | 전북 현대 모터스 | K-리그   | 42   | 0    | 4             | 0             | -      | -                 | -      | -      | 46   | 0    |
| 2004     | 전북 현대 모터스 | K-리그   | 18   | 0    | 2             | 0             | 11     | 0                 |        |        |      |      |
| 2005     | 전북 현대 모터스 | K-리그   | 19   | 0    | 4             | 0             | 6      | 0                 | -      | -      | 29   | 0    |
| 2006     | 전북 현대 모터스 | K-리그   | 14   | 1    | 1             | 0             | 10     | 0                 |        |        |      |      |
| 2007     | 전북 현대 모터스 | K-리그   | 21   | 0    | 1             | 0             | 4      | 0                 |        |        |      |      |
| 2008     | 전북 현대 모터스 | K-리그   | 13   | 1    | 2             | 0             | 2      | 0                 | -      | -      | 17   | 0    |
| 총 계    | 총 계            | 총 계    | 214  | 4    | 14            | 0             | 77     | 0\|\|\|\|\|\|\|\| |        |        |      |      |

## 경력

### 선수 경력
- 1995년 ~ 1997년  전남 드래곤즈
- 1998년 ~ 1999년  상무 (군복무)
- 2000년 ~ 2002년  전남 드래곤즈
- 2003년 ~ 2008년  전북 현대 모터스

### 지도자 경력
- 2009년 ~ 2013년  전북 현대 모터스 트레이너

## 수상

### 개인
- 2001년 K리그 올해의 수비상 수상
- 2008년 K리그 대상 공로상 수상

### 클럽

#### 전남 드래곤즈
- K리그 준우승 1회 (1997년)
- FA컵 우승 1회 (1997년)
- 아디다스 컵 준우승 1회 (1997년)
- 대한화재 컵 준우승 1회 (2000년)

#### 전북 현대 모터스
- FA컵 우승 2회 (2003년, 2005년)
- 대한민국 슈퍼컵 우승 1회 (2004년)
- 대한민국 슈퍼컵 준우승 1회 (2006년)
- AFC 챔피언스리그 우승 1회 (2006년)